# Тана (комуна)
Тана (норв. Tana,півн.-саам. DeatnuDeatnu) — комуна на півночі Норвегії у фюльке Фіннмарк, межує з Фінляндією.
На території комуни офіційними є дві мови — норвезька (букмол) і північносаамська мова.
Більшість населення муніципалітету складають саами.

## Історія
Територія належить до історичної області Лапландія.
1 січня 1864 року муніципалітет Тана був виділений з муніципалітету Нессебю і утворив окрему адміністративну одиницю, яка включала також територію сучасного муніципалітету Ґамвік (виділеного тоді зі складу Лебесбю).
1 липня 1913 року зі складу Тана були виділені окремі муніципалітети Ґамвік і Берлевоґ. 1 січня 1964 року до муніципалітету Тана був приєднаний муніципалітет Полмак.

## Назва
Назву муніципалітет отримав від річки Тана. На північносаамській мові Deatnu означає «велика ріка», що перейшло у норвезьку мову як «Тана».
До 1918 року назва писалася як «Tanen». 1992 року муніципалітет був перейменований в Деатну-Тана (Deatnu-Tana), але в 2005 році назву знову було змінено, тепер назви Тана і Деатну вважаються рівноправними.

## Герб
Герб муніципалітету був створений в кінці XX століття і затверджений 11 травня 1984 року. У традиційних норвезьких кольорах зображено три низькі річкові човни, що символізують саамів, фінів і норвежців, які спільно проживають на цій прикордонній території.

## Географія
Територія комуни розташована в нижній течії річки Тана, а також по берегах Тана-фіорду. У верхів'ях річки Тани за нею (через Лапландський міст) проходить кордон із фінським муніципалітетом Утсйоки провінції Лапландія.
Основні поселення розташовані по берегах річки: Сірма, Полмак, Рустеф'єлбма, Сейда, Скіпагурра (254 осіб у 2008 році), Еустертана і Танабру (590 осіб у 2009 році). Поселення Танабру є адміністративним центром комуни, названої на честь побудованого тут 1948 року моста через річку, нині по ньому проходить автошлях E6.
Річка Тана відома своїм промислом лосося.

## Відомі вихідці
- Мартін Сканше (Martin Schanche), ралі-гонщик
- Крістін Стейра (Kristin Størmer Steira), лижниця

## Міста-побратими
- Терський район[5]